# بیبرباخ (اتریش)
بیبرباخ (به آلمانی: Biberbach) یک منطقهٔ مسکونی در اتریش است که در بخش امستیتن واقع شده‌است. بیبرباخ ۲٬۱۴۹ نفر جمعیت دارد.